# I figli di Asshur
I figli di Asshur (The Children of Asshur) è un racconto fantasy avventuroso incompiuto scritto da Robert Ervin Howard rinvenuto dopo la morte dell'autore, con protagonista Solomon Kane. Il titolo venne scelto dall'agente letterario di Howard, Glenn Lord.

## Storia editoriale
Il racconto è stato pubblicato per la prima volta all'interno del libro Red Shadows della Donald M. Grant, Publishing nel 1968 con numerosi interventi editoriali sul testo originale; quest'ultimo venne dato alle stampe per la prima volta nel 2004 nel libro The Savage Tales of Solomon Kane della Ballantine Books/Del Rey. Negli anni sono stati realizzati dei completamenti ad opera di diversi autori: Ramsey Campbell, Gianluigi Zuddas e Javier Martin Lalanda.
La versione di Campbell, basata sul testo editato del 1968, è stata pubblicata nel marzo 1979 all'interno del secondo volume di due dell'edizione della Bantam Books intitolato Solomon Kane: Hills of the Dead.
Quella di Zuddas è stata pubblicata all'interno del secondo volume della collana Il Libro d'Oro della Fantascienza edita dalla casa editrice Fanucci Editore nel settembre 1979 (traduzione di Roberta Rambelli) anticipando sia la versione dello scrittore britannico che quella originale non editata di Howard le quali sono state stampate rispettivamente nel luglio 1994, nel volume 27 della collana Il Fantastico Economico Classico edita da Gruppo Newton, e nell'ottobre 2024, nel libro Solomon Kane. La saga completa edita da Il Palindromo.
Il completamento di Lalanda invece è del 1994 contenuta all'interno del libro Las Aventuras de Solomón Kane edito da Grupo Anaya.

## Trama
Solomon Kane ha trovato riparo da un acquazzone presso un villaggio africano. Durante la notte viene assalito da misteriosi aggressori che lo radono al suolo e fanno mattanza degli abitanti. Il puritano cerca di reagire, ma viene colpito alla testa perdendo i sensi. Il giorno dopo risvegliatosi tra le macerie decide di mettersi sulle tracce dei predoni non solo per vendicare le vittime, ma anche per scoprirne il mistero; infatti grazie ad un lampo aveva visto in volto uno di loro e la sua carnagione era chiara, eppure non dovevano esserci altri uomini bianchi o arabi in quelle terre.
Solomon armato solo di un'ascia indigena, essendo stato privato delle sue armi come del suo cappello e mantello dagli assalitori, parte così all'inseguimento che lo porta lontano fino ad un basso altipiano sul quale, con suo grande sgomento, sorge una grande città in riva ad un lago e cinta da una muraglia di pietra. Mentre si avvicina Kane si scontra con un guerriero simile ai predoni e lotta con lui ferocemente fino ad ucciderlo. Privo di sensi viene trasportato nella città da altri guerrieri giunti in seguito ai rumori del combattimento e rinchiuso in una stanza di un grande edificio della misteriosa città.
Durante la prigionia il puritano ha modo di rifocillarsi e di incontrare quelle che intuisce essere delle figure di rilievo non comprendendone la lingua. Grazie ad un servitore nero di cui conosce l'idioma scopre che quella in cui si trova è la città di Ninn e coloro che ha incontrato sono il re Asshur-ras-arab e il sacerdote Yamen. Il servitore viene ucciso dal suo carceriere, un gigante chiamato Shem, per averlo colto a parlare con il prigioniero. Passano I giorni quando una notte Solomon viene portato in una sala circolare, vestito con abiti locali e incatenato ad un trono di fronte a quello del re e alla statua di una divinità; alla sua presenza viene portato un membro della nobiltà ridotto in catene. Yamen a quel punto da il via ad una sorta di cerimonia e i fumi di un braciere spingono Kane in uno stato di delirio e farneticazione. Solo in seguito parlando con un altro servitore nero di nome Sula scopre che Yamen aveva usato quelle sue parole per condannare a morte il nobile incatenato, il principe Bel-lardath, avverso sia a lui che al re. 
Sempre da Sula, Kane scopre che il popolo presso cui è prigioniero è quello degli Assiri, lo stesso popolo che un tempo viveva in Mesopotamia. Successivamente un'armata appartenente al popolo di Sula si presenta alle porte di Ninn che schiera il suo esercito a difesa. Presso la stanza di Kane, trovandosi nella parte alta dell'edificio, oltre a Sula giungono anche Yamen, Shem e un'altra guardia ad osservare lo scontro. Nonostante la disparità numerica i ninniti ottengono una vittoria schiacciante. Sula, in preda alla furia, accoltella alle spalle Yamen con un pugnale di Shem e ingaggi uno scontro con l'altra guardia. Nel tentativo di afferrare lo schiavo Shem viene spintonato verso Kane che ne approfitta per un ucciderlo e prendergli la chiave delle sue catene. Una volta libero, accertata la morte di Sula, il puritano si dà alla fuga.
Abbattuta una guardia con un pugno e impadronitosi del suo giavellotto, Kane si dirige verso uno dei cancelli della città, ma in una strada laterale si imbatte in una nobildonna preda di un leone. Nonostante l'odio maturato per la crudele popolazione della città, l'uomo è mosso a pietà e decide di intervenire abbattendo la fiera. Dopo essersi accertato che la ragazza stesse bene, Kane è sul punto di riprendere la fuga, ma è bloccato da un gruppo di armati aizzati da un sacerdote. Prima che le cose precipitino, un ufficiale con i suoi uomini di ritorno dal campo di battaglia si fa strada fino a loro. La ragazzo lo accoglie gettandogli le braccia al collo e gli spiega cosa è accaduto. L'ufficiale prende allora le difese di Solomon e lo invita a seguirlo donandogli anche la propria spada.

## Critica
Andrea Gualchierotti afferma che il racconto contiene al suo interno tutti gli elementi tipici del pulp e, seppure l'abilità di Howard lo renda migliore rispetto ai lavori di suoi epigoni, la considera "una discreta storia d'avventura" che comunque contribuisce all'ampliamento della storia personale di Kane.

## Edizioni
- The Children of Asshur, in Red Shadows, Donald M. Grant, Publishing, inc., 1968.
- I figli di Asshur, traduzione di Roberta Rambelli, ne Il Libro d'Oro della Fantascienza 2, Fanucci Editore, settembre 1979.